# ササグモ属
ササグモ属（ササグモぞく）はクモ類の分類群の一つ。活発な徘徊性のクモである。ササグモは日本各地でごく普通に見られる。

## 特徴
ササグモ属 Oxipes は、クモ目ササグモ科に属するクモの分類群の一つで、この科のもっとも標準的なものである。
縦長の頭胸部の前方には八個の眼がほぼ円周上に配置し、四列に並んだようになっている。腹部はやや細長い楕円形で、後方がとがる。歩脚は細長く、まばらにはっきりとした棘が並んでいる。
活発な徘徊性のクモで、主に草や木の上で獲物を狩る。よく動き、時には跳躍もする。その動きはハエトリグモにも似ている。

## 分類
ササグモ科には9属が含まれるが、この属にほとんどの種が集中しており、熱帯域を中心として300種ほどが知られる。それらについてはササグモ科の属種の一覧を参照されたい。
日本にはこの科ではこの属のものしか知られていない。以下のような種が知られる。
ササグモ属 Oxipes
- ササグモ O. seratus L. Koch：本州から南西諸島まで、本州から九州ではごく普通。他に中国から韓国に分布。
- コウライササグモ　O. koreanus Paik：ササグモに似て小型。日本では本州と九州から僅かに採集例がある。韓国に分布。
- シマササグモ　O. macilentus L. Koch：ササグモよりスマートで縦縞がはっきりしている。本州南岸から南西諸島に分布。南西諸島では普通種。中国からオーストラリアまで広く分布。
- クリチャササグモ　O. licenti Schenkel：ササグモより小型で色が黒っぽい。北海道から九州まで、寒冷地で普通。韓国から中国、ロシアに分布。
- コササグモ　O. saganus Boesengerg et Strand：クリチャササグモに似る。九州でデーニッツの採集した個体でのみ知られる。